# Н8О
Н8О (Новочеркасский 8-осный Однофазный, с 1963 года — ВЛ80В — ВЛ80 с высоковольтным регулированием) — опытная серия из трёх восьмиосных электровозов переменного тока, выпущенных Новочеркасским электровозостроительным заводом (НЭВЗ) в 1961 году. В истории электровозов переменного тока советского производства Н8О были первыми восьмиосными, а также первыми, на которых применялось регулирование по стороне высокого напряжения. Послужили прототипом для крупносерийных электровозов ВЛ80 и часто объединяются с ними в одну серию, однако кроме элементов механической части больше не имеют с ними ничего общего.

## Проектирование
В середине 1950-х годов, когда на Новочеркасском заводе только началось проектирование нового шестиосного электровоза переменного тока Н6О, конструкторы уже понимали, что достаточно скоро железнодорожному транспорту потребуются более сильные восьмиосные электровозы. Для лучшего вписывания в кривые, новый электровоз, как и Н8, было решено сделать двухсекционным, а в середине 1958 года конструкторское бюро разработало эскизный проект электровоза с силой тяги в часовом режиме 40 000 кгс. Локомотив состоял из двух одинаковых секций, каждая из которых опиралась на две несочленённые двухосные тележки, а сцепные приборы размещались на рамах кузовов секций. Тележки должны были быть с роликовыми поводковыми буксами бесчелюстного типа, аналогично Н6О. Двигатели имели опорно-осевое подвешивание, а вращающий момент от них передавался через двустороннюю жёсткую косозубую передачу; нажатие тормозных колодок — двустороннее. Также на стадии эскизного проектирования конструкторы проработали пять вариантов экипажной части, сделав предпочтение в пользу упругого шкворня.
В отличие от Н6О, чьи двигатели НБ-410 и НБ-412 были выполнены на номинальное напряжение 1500 В, у нового электровоза двигатели должны были быть выполнены на меньшее напряжение — 750, либо 950 В. В первом случае снижалась толщина изоляции, благодаря чему проводники в обмотках двигателя более полно заполняли пазы, однако во втором случае для передачи той же мощности требовался ток меньшей величины, благодаря чему уменьшалось сечение проводов, а значит и уменьшался вес аппаратуры в целом, поэтому конструкторы выбрали этот вариант. Относительно системы регулирования, завод высказывался за регулирование по низковольтной стороне трансформатора, аналогично НО и Н6О, так как у системы регулирования по высоковольтной стороне снижались энергетические показатели электровоза в целом.
Проект рассматривался Научно-техническим советом Министерства путей сообщения, который выдал рекомендации повысить силу тяги часового режима одной колёсной пары не менее, чем на 10 % (от 5500 кгс), применить высоковольтное регулирование напряжения, а кабины управления разместить по обоим концам каждой секции, чтобы была возможность эксплуатировать секции отдельно друг от друга, как четырёхосный электровоз. К концу 1958 года был готов технический проект, согласно которому новый электровоз должен был иметь мощность часового режима до 6200 кВт (8×775 кВт) и развивать в этом режиме силу тяги до 44 000 кгс. Из-за весовых ограничений по нагрузке на рельсы, вариант с двухкабинными секциями был отклонён, а расчётный вес локомотива должен был составлять 184 т.

## Постройка
В сентябре 1961 года был построен первый в Советском Союзе восьмиосный электровоз переменного тока, которому присвоили обозначение Н8О-001 (Новочеркасский 8-осный Однофазного тока № 001), а к концу года были построены ещё два — Н8О-002 и Н8О-003. Как и в случае с Н6О, букву «О» в обозначении стали воспринимать как цифру «0», поэтому электровозы стали называть Н80 («Эн восемьдесят»).
В 1963 году электровозы получили обозначение серии ВЛ80В — ВЛ80 с высоковольтным регулированием (не путать с ВЛ80В (с вентильными ТЭД) 1970 и 1975 годов постройки), хотя конструктивно они с ВЛ80 почти ничего общего не имеют.

## Конструкция
Новые электровозы имели кузова сварной конструкции с широким применением гнутых профилей, а рамы охватывали тележки, что однако затрудняло доступ к последним. Рамы тележек имели литой шкворневой брус, сваренные из четырёх листов боковины коробчатого сечения и трубчатые концевые крепления. Как и на электровозах Н6О и Ф, буксы связывались с рамой тележки поводками с резино-металлическими блоками, но связь тележки с рамой кузова осуществлялась через шкворень (на Н6О и Ф — через опоры маятникового типа), который имел возможность поперечного перемещения в раме кузова. Вертикальные нагрузки от кузова на раму тележки передавались через пружинные боковые опоры, от рамы тележки на буксу — через цилиндрические пружины, аналогично Н6О; на Н8О-003 внутри каждой надбуксовой пружины была добавлена ещё одна, при этом прогиб буксового подвешивания повысился с 46 до 48 мм. В связи кузова с тележкой применили гидравлические гасители колебаний, в буксовом рессорном подвешивании — фрикционные. Для снижения воздействия экипажной части на путь, между обеими тележками каждой секции было применено сочленение с упругим элементом, которое служило для передачи только поперечных горизонтальных усилий.
Для более полного использования сцепного веса, на новом электровозе применили противоразгрузочные устройства, выполненные в виде пневматических домкратов, установленных между рамой кузова и концевыми брусьями тележек со стороны крайних колёсных секций и имеющих ручное управление. Также на тележках были установлены по два тормозных цилиндра, которые через рычажную передачу обеспечивали двустороннее прижимание тормозных колодок к колёсам. Тяговые электродвигатели имели опорно-осевое подвешивание, опираясь на шкворневые балки с помощью подвески с резиновыми элементами, а крутящий момент от двигателя на колёсную пару передавался через двустороннюю жёсткую косозубую передачу с передаточным числом 4,4 (88:20).
На каждой секции был установлен тяговый трансформатор ОЦРН-7300/25 мощностью 4940 кВ•А, имеющий магнитную систему стержневого типа и масляную систему охлаждения с принудительной циркуляцией, а общий вес трансформатора с маслом составлял 10 455 кг. На Н8О впервые среди магистральных электровозов переменного тока советской постройки было применено регулирование напряжение по стороне высокого напряжения, что ранее применялось только на импортных электровозах серий К и Ф, а на несколько месяцев позже будет построен и Н62 с аналогичной схемой регулирования. Для этого тяговый трансформатор имел регулировочную обмотку автотрансформатора с выводами, благодаря чему с помощью установленного на торцевой стенке трансформатора высоковольтного переключателя ступеней можно было регулировать под нагрузкой напряжение на первичной тяговой обмотке от 0 до 25 000 В. При номинальном напряжении на первичной силовой обмотке 25 000 В, напряжение холостого хода на выводах вторичной обмотки составляло 2×1255 В. Также на одном стержне с регулировочной обмоткой находилась вспомогательная обмотка мощностью 310 кВ•А с выводами на напряжение 238, 411 и 606 В.
Для питания тяговых электродвигателей была применена двухполупериодная схема выпрямления с нулевым выводом, каждый электродвигатель имел отдельную выпрямительную установку, состоящую из двух игнитронов ИВС-500/2, рассчитанную на продолжительный ток 800 А, часовой ток 1000 А, ток 10-минутной перегрузки 1400 А и максимальное рабочее напряжение 4000 В; для сглаживания пульсаций тока в цепи каждого двигателя стоял сглаживающий реактор, а обмотки возбуждения шунтировались резисторами, в результате чего максимальное возбуждение двигателей составляло 88 %. Системы охлаждения и зажигания игнитронов были аналогичны системам на электровозах НО, Н6О и Ф. Зато если на Н6О и Н62 были применены тяговые электродвигатели НБ-412М на напряжение 1450 В и весом 5000 кг, для Н8О был создан новый тяговый электродвигатель НБ-413 на напряжение 900 В и весом 4250 кг, при этом часовая/продолжительная мощность возросла с 690/550 до 775/695 кВт. В качестве двигателей компрессоров, основных насосов и вентиляторов были применены трёхфазные машины на 380 В, для питания которых на каждой секции стоял фазорасщепитель, который также приводил во вращение генераторы цепей управления напряжением 50 В. Ряд вспомогательных машин и контакторов были заимствованы с Н6О.
Электровоз имел 33 пусковые ступени, из которых 32 являлись ходовыми (на них допускалась продолжительная работа), при этом система управления предусматривала возможность для автоматического набора и выключения ступеней. На каждой из ходовых ступеней двигатели также дополнительно могли работать на одной из трёх ступеней ослабления магнитного поля — 71, 58 и 50 %. Конструкционная скорость Н8О составляла 110 км/ч.

## Испытания и эксплуатация
В ходе испытаний новый электровоз в часовом режиме развивал силу тяги 44 100 кгс при скорости 50,3 км/ч, однако вес его составлял 190,6 т, то есть гораздо выше проектных 184 т. Далее первый электровоз серии поступил на Закавказскую железную дорогу, где в ноябре—декабре 1961 года совместно с электровозом ЧС3-037 под наблюдением ВНИИЖТа проходил динамические испытания на участке Хашури—Ахалдаба. Испытания показали, что при скорости выше 70 км/ч из-за недостаточного демпфирования колебаний электровоз начинал вилять, в связи с чем на рельсах типа Р50 максимальная скорость Н8О была определена как 95 км/ч. Осенью 1961 года Всесоюзный научно-исследовательский тепловозный институт на участке Голутвин—Карасёво Московской железной дороги провёл испытания Н8О-003 с изменённым рессорным подвешиванием, по результатам которых подтвердил вывод ВНИИЖТа, что максимальная скорость электровоза не может превышать 95 км/ч. Для решения этой проблемы была проделана огромная работа, в том числе проверены 53 варианта изменений экипажной части, на основании чего сделали следующие выводы:
- снять сочленение тележек из-за недостаточной эффективности;
- на скользящих опорах тележек стальные накладки из-за наличия задиров заменить накладками из другого материала;
- фрикционные гасители колебаний в буксовом подвешивании заменить на гидравлические;
- на каждую тележку поставить два фрикционных гасителя колебаний, которые бы связывали в поперечном направлении концевые балки тележек с рамой кузова;
- перейти на четырёхточечную систему опоры кузова на тележку.

Все три электровоза были отправлены на Северо-Кавказскую железную дорогу, где они эксплуатировались в депо Батайск. Однако на них часто наблюдались неисправности переключателей ступеней, в том числе возникали нарушения в их параллельной работе на двух секциях, чем только усилили мнения специалистов НЭВЗ о бесперспективности высоковольтного регулирования; также повреждались мотор-компрессоры КЭ-3. В результате пробег у Н8О (ВЛ80В) был небольшой, а в 1969 году все три машины были исключены из инвентарного парка МПС.
В 1962 году НЭВЗ выпустил первые два электровоза серии Н81 (с 1963 — ВЛ80), которые отличались от Н8О конструкцией кузова (была сделана однотипной с Н6О), применением новых тяговых двигателей НБ-414, новой тяговой передачи, а также низковольтной системой регулирования напряжения. С 1963 года завод перешёл на их серийное производство.